# Klez (Computerwurm)
Klez ist ein Computerwurm aus dem Jahr 2001. Er verbreitete sich durch an E-Mails angehängte Dateien und infizierte Windows-Betriebssysteme, um persönliche Daten, vor allem E-Mail-Adressen, auszulesen und sich darüber noch weiter zu verbreiten. Zudem wirkte er als Spam-Schleuder, indem er vom Empfänger unerwünschte Dateien in großen Mengen verbreitete. Wenige Monate nach seinem ersten Auftreten im Oktober 2001 spielte der Klez-Virus praktisch keine Rolle mehr, weil ihn die Anti-Virus-Programme entdeckten und Microsoft die für den Eindringling relevanten Sicherheitslücken schloss.

## Funktion

### Vervielfältigung
Klez drang über das E-Mail-Programm Outlook oder den Web-Browser Internet Explorer (unter den Betriebssystemen Windows 95, 98, NT 4.0, ME, 2000 und XP) über das Internet in den PC ein. Er verschleierte dabei seine Herkunft und las unbemerkt Daten aus den E-Mail- oder Chat-Programmen aus. Die so gewonnenen Adressen nutzte er zum (vom Anwender unbemerkten) Senden neuer Mails an dessen Freunde und Bekannte, mit dem Wurm als Anhang.

### Retro-Techniken
Um möglichst lange unentdeckt zu bleiben, veränderte Klez zudem die Erkennungsmechanismen der damals gängigen Antiviren-Programme, in dem er beispielsweise Virensignaturen oder Programmdateien löscht.

## Entfernung
Wegen der möglichen Infektion von Malware-Schutzprogrammen sollte zum Entfernen des Klez-Wurms der Rechner vom Internet getrennt und von einem nicht infizierten Medium (einem Live-OS mit Malwarescanner) gestartet und desinfiziert werden.